# William Doleman
William Doleman (16. september 1838 i Musselburgh – 1918) var en skotsk golfspiller, som anses for at være den første, der spillede golf i Nordamerika. Han havde et sæt golfkøller med hjemmefra, da han som 16-årig sømand i 1854 besøgte Canada og slog golfbolde på Plains of Abraham i Québec.
I 1866 vandt han det først åbne golfmesterskab spillet over 25 huller i Montrose Royal Albert Golf Club, da han sejrede med tre slags forspring til Tom Morris, Sr. Doleman deltog i The Open Championship mindst ni gange med tredjepladsen i 1872 som det bedste resultat.